# エイリアン/プレデターシリーズの年表
エイリアン/プレデターシリーズの年表（エイリアン/プレデターシリーズのねんぴょう）では、映画『エイリアン』と『プレデター』シリーズでの映画やダークホースコミックのコミックと小説、ゲームや『エイリアンVSプレデター』シリーズでのクロスオーバー作品などの架空の出来事を年表形式に掲載する。この世界の出来事は現実の時間軸に沿って展開する設定になっており、以下の年代表記は西暦である。

## 年表

### 紀元前
紀元前32億年（資料によっては数万年前）
- 地球を含む銀河系でスペース・ジョッキーのエンジニアが生命の素材となる種を蒔く（プロメテウス）。

紀元前16億年頃
- スペース・ジョッキーがエイリアンによってほぼ一掃される（Aliens: Apocalypse - The Destroying Angels、コミック）。

紀元前2996年
- プレデターは地球の人類に建築技術（ピラミッド）を伝える代わりに、エイリアン寄生の生け贄として利用する。南極ブーベ島の地下洞窟に儀式用のピラミッドを築く（エイリアンVSプレデター (映画)）。

紀元前2896年10月10日
- プレデター、再び地球に戻りエイリアン寄生の生け贄として人間を利用した「成人の儀式」を始める。以後、100年後の10月10日ごとに接続的に儀式が行われる様になる（エイリアンVSプレデター (映画)）。

紀元前2000年
- カンボジア北部でエイリアンが制御出来ないほど増え、プレデター達は来訪のすべての痕跡を一掃（エイリアンVSプレデターの小説版、Alien vs. Predator）。

### 1300年代
1300年
- ブルガリアのブロビロヴォ村にプレデターの宇宙船が墜落。キリスト教の聖人、セント・ジョージ（ゲオルギオス）がブロビロヴォ村に現れたドラゴン（実際にはプレデター）を退治。墜落したプレデターの宇宙船の上に教会が建てられ、村人達によりドラゴン＝プレデターの遺体が教会に永らく隠される（エイリアンVSプレデター: アニュアル、Aliens vs. Predator: Annual、Aliens vs. Predator: Old Secrets 、コミック）。

1325年
- 中国の山中にプレデターの宇宙船が墜落。万能薬と偽って多くの村民を毒殺した犯罪者リー・ヤット・シーンが宇宙船を発見し、プレデターの遺体から長寿命の研究をする（エイリアンVSプレデター: エターナル、Aliens Vs Predator: Eternal、コミック）。

### 1700年代
1718年
- アフリカ・ギニア沖の島で海賊ラファエル・アドリーニ船長がエルダー・プレデターと対決。“Raphael Adolini 1715”と刻まれた フリントロック式 銃を手に入れる（プレデター: 1718、Predator: 1718、コミック、小説、プレデター2 (映画)）。

1730年
- プレデターの一族が惑星LV-1201を発見。エイリアンを見つけ、スペース・ジョッキーのエンジニアが残した古代遺跡に狩猟キャンプを建設（エイリアンVSプレデター: プライマル・ハント、Aliens vs Predator 2: Primal Hunt、ゲーム）。

### 1800年代
1863年
- 南北戦争においてオザーク山地で15歳の少年兵ジェシーやダッチ・ラングレ伍長、スポーキンズ、クーパー、チョクトー族のスタンディング・ベアら北軍と南軍が手を組んだ連合軍がプレデターと戦う（プレデター: ヘル・カム・ア・ウォーキング、Predator: Hell Come a Walkin' 、コミック）。

1881年
- インドベンガル地方の農村をプレデターが襲い、エドワード・ソームズ船長らイギリスの船員達とも衝突。地元民は羅刹天伝説を生む（プレデター: ネメシス、Predator: Nemesis、コミック）。

1896年
- イギリス・ロンドンにプレデターが現れ、エドワード・ソームズ船長と再び闘う。プレデターの人狩りはスプリングヒーレッド（ばね足）ジャックの伝説を生む（プレデター: ネメシス、Predator: Nemesis、コミック）。

### 1900年代
1904年10月10日
- ブーベ島の地下ピラミッドでプレデターの「成人の儀式」が行われ、エイリアンとプレデターが捕鯨基地を襲い猟師達を皆殺しする（エイリアンVSプレデター (映画)）。

1908年
- シベリアにプレデターの宇宙船が墜落。ソ連（及び後のロシア）がセキュリティを強化する（プレデター: サウス・チャイナ・シー、Predator: South China Sea、小説）。

1910年代
- 1912年のタイタニック号沈没事故後、氷山を追跡する為に国際海氷パトロールが設立される。同年夏、国際海氷パトロールの調査船が巨大な氷山とそこに空から落下する炎に包まれた物体を発見。アフリカのジャングルで妻のジェーンと暮らすターザンの元に地底世界ペルシダーで帝位に就いたデヴィッド・イネスが行方不明になったという無線連絡が入る。アメリカ大統領の特使へリングトンの要請に応えたターザンはへリングトンやアメリカ軍兵士達、ジェーン、仲間のワジリ族らと地底世界ペルシダーの調査に向かうが、ペルシダーを狩場に定め要塞を築いたプレデター達に狙われる。（ターザンVSプレデター: 地底王国、Tarzan Vs Predator at the Earth's Core、コミック）。

1914年-1916年6月18日
- 第一次世界大戦でプレデターがヴェルダンの戦いなど様々な虐殺の地に魅せられて現れる。ジャン・ブラナードの部隊がプレデターの落としたフェイスマスクを入手する（プレデター: ブラッディ・サンズ・オブ・タイム、Predator: Bloody Sands of Time、コミック）。

1919年
- ニューメキシコ州シボラ郡 にある古代ナバホ族の埋葬地ツー・ウィッチ・メサにプレデターの宇宙船が着陸。土地を巡って衝突していた白人の石油開発業者とイノック・ナカイ伍長の祖父らナバホ族の双方をプレデターが襲う。夫を殺されたナバホ族の妻がプレデターの武器・スピアをナカイ伍長の祖父に渡す（プレデター: ブラッド・オン・ウィッチ・メサ、Predator: Blood on Witch Mesaコミック、小説）。

1926年
- フロリダ州のビッグサイプレス刑務所から1人の囚人が脱獄。エバーグレーズの湿原地帯でプレデターが脱獄囚を狩りの獲物とし、脱獄囚を追う3人の看守も襲われる（プレデター: ゴッズ・トゥルース、Predator: God's Truth、コミック）。

1930年
- ニューウェイシティにて、アイルランド系の組織犯罪アイリッシュ・モヴと、ニューウェイシティを牛耳るブルーノ・ボルジアのギャング組織ボルジアファミリーとの間に闘争が勃発。 スカーフェイス・プレデターがギャングを襲うが失敗。武器や道具を奪われ、逃走の末に自爆装置で街を壊滅さようとするが失敗。生き残ったところを仲間達に回収され、100年の流刑に処される（プレデター: コンクリート・ジャングル (ゲーム) ）。

1931年
- ルイジアナ州バイユー・ラフォーシュの沼地で罠に掛かっていたマスクラットをプレデターが食べ、狩りに訪れる。マスクラットの罠猟をしていた3人の猟師がプレデターを地元で語り継がれるブードゥー教の怪物ワニ、ゴーリーウォンプ（Gollywomp）と思い込んで襲い、プレデターと衝突。唯一生き残った猟師のルブランがプレデターと対決。戦いで死んだプレデターの頭などの肉はルブランにより、鍋で煮込まれスープ料理にされる（プレデター: スターリング・ルー、Predator: Strange Roux、コミック）。

1936年
- ケニアのセレンゲティで少年のマサイ族がライオンを倒す成人の儀式の際に、同じく「成人の儀式」で訪れていた若いプレデターと遭遇して対決。（プレデター: ライト・オブ・パッセージ、Predator: Rite of Passage、Predator: Jungle Tales、コミック）。
- 8月16日-8月20日、同じくセレンゲティにあるヌジャサのキルディアー鉄道駅で線路敷設をしていた労働者をプレデターが真夜中に次々と襲う。白人の動物管理官ジョン・コープランドとレジナルド・バロウズおよびアフリカ人助手ワンジの3人は、ハンターのジョニー・ジェームズを呼んでハンターチームを結成、プレデターの後を追うが次々とプレデターに殺される。これにより現地のマサイ族はハンティング・スター（Hunting Star）の伝説、森の悪魔（Dudu Ya Porini）の伝説を生む（プレデター: ザ・プライド・アット・ヌジャサ、Predator: The Pride at Nghasa、Predator: Jungle Tales、コミック）。

1939年-1945年
- 第二次世界大戦中、エクアドルのルランガナティ山脈にてナチス・ドイツの司令官と5人の部下が小さな村を襲い、古代インカ帝国の財宝を追求している最中、プレデターと遭遇して襲われる（プレデター: デーモンズ・ゴールド、Predator: Demon's Gold、コミック）。
- 1945年8月8日、広島に原爆投下。後にアメリカ政府の記録により核反応による熱がプレデターを引き付けたと判明（プレデター2 (映画)）。

1947年
- ニューヨーク・マンハッタンのアッパー・イースト・サイドで、地元ギャングのトニー・ビンチェンツォとバーニー・ジンクスの間で縄張り闘争が起き、プレデターがギャング狩りに現れる。OSS（戦略事務局）はギャング虐殺事件の背景にはエイリアンの関与があると考え、国家安全保障上の理由から事件を隠蔽しようと企む（プレデター: ハンテッド・シティ、Predator: The Hunted City、コミック）。

1954年
- アメリカの田舎町近郊にブルーインと呼ばれる宇宙人が乗る2機の宇宙船が墜落し、バイカー集団（暴走族）がそれを目撃。医者のダニエル・リプリー博士がフェイスハガーに寄生された宇宙人を調べるが、エイリアンが誕生し、クイーン・エイリアンが町を襲う（エイリアン: アース・エンジェル、Aliens: Earth Angel、コミック）。

1958年
- オレゴン州の田舎町フレンダークリーク付近の森にプレデターが現れ、キャンプをしていたウイルコックス親子と遭遇。8歳の少年バディ・ウイルコックスは目の前でプレデターに父親を殺される（プレデター: キンドレッド、Predator: Kindred、コミック、小説）。

1959年
- カリフォルニア州ハリウッド郊外の森にプレデターの宇宙船が着陸。プレデターの武器を盗んだ11歳の少年トミー・アンダーソンの後を追いながらアメリカン・インターナショナル・ピクチャーズや4D眼鏡を使った宇宙人侵略もののSF映画のプレミア上映が行われているドライブインシアターなどを襲撃（プレデター: 4次元からの侵略者、Predator: Invaders from the 4th Dimension、コミック）。

1967年
- ジム・ホッパー（小説版ではJ・S・デイビス）、アラン・"ダッチ"・シェイファーと共に軍隊のブートキャンプに参加（プレデター (映画)）。

1968年
- プレデターがベトナムに現れ、ベトナム戦争に乗じて狩りを行う。北ベトナム軍の捕虜をプレデターが襲撃し大虐殺を引き起こす。後に南ベトナムの役人が大虐殺事件を起こしたとして訴えられる（プレデター: ブラッディ・サンズ・オブ・タイム、Predator: Bloody Sands of Time、コミック）。

1973年
- ブレイン・クーパーとマック・エリオットが第101空挺師団としてベトナム戦争に参戦（プレデター (映画)）。

1974年
- ビリー・ソールが戦闘任務を開始（プレデター (映画)）。

1977年
- グアテマラ付近の架空の国バル・ベルデの漁村がアメリカ軍の対ゲリラ戦の中心的拠点とされ、アメリカ陸軍が駐留（プレデター (映画)）。

1979年
- ホッパー、マレーシアでヘリコプターのパイロットとして秘密任務（プレデター (映画)）。

1984年
- ニカラグアでアメリカ軍特殊部隊のフォークナー伍長率いるコントラ反乱軍の軍事練習キャンプをプレデターが襲撃。フォークナー伍長以外全滅（プレデター: キャプティブ、Predator: Captive、コミック）。
- ジャカルタでプレデターの攻撃により石の壁に突き刺されていたジョン・ダンサーが、日本の侍・スボダイに助けられる（プレデター: ゼノジェネシス、Predator: Xenogenesis、コミック）。

1987年
- 9月アラン・"ダッチ"・シェイファー少佐率いる部隊が、スーダン大使館でテロリスト排除の任務。グアテマラ近郊バル・ベルデのジャングルではホッパー率いる特殊部隊のヘリコプターがゲリラ部隊により撃墜。ホッパー部隊の何人かは捕虜にされるが、プレデターに殺される。その後、ホーマー・フィリップス少将に呼び出されたシェイファー少佐がバル・ベルデに到着。シェイファー少佐率いる特殊部隊（マック・エリオット、ブレイン・クーパー、ビリー・ソール、ホルヘ・"ポンチョ"・ラミレス、リック・ホーキンス、CIAのジョージ・ディロンら）はバル・ベルデのゲリラ部隊によって拉致された政府要人の救出作戦を行っていたが、プレデターに襲われる。ダッチがプレデターを倒し、ダッチとゲリラの女性捕虜アンナの2人のみが生き残って救出される（プレデター (映画)）。
- ヘリコプターで救出されたダッチだがエボラ出血熱の様な未知のウイルス感染症に感染し、もがき苦しむ。バル・ベルデの駐留地で検査を行うも原因が分からず、フィリップス少将は苦しむダッチを再びヘリコプターでジャングルに運び置き去りにする。（プレデター: ダーク・リバー、Predator: Dark River、コミック）。

1988年
- 30年の時を経て、別のプレデターがオレゴン州フレンダークリークに現れる。殺人犯ジェームズ・マカッチャン、保安官ケリー・マティス、少年時代に父親をプレデターに殺されたバディ・ウイルコックスらがプレデターと遭遇。事件はFBIによって隠蔽される（プレデター: キンドレッド、Predator: Kindred、コミック、小説）。

1989年
- ニューヨークでギャング間の麻薬抗争。プレデターがギャングを襲う。ニューヨーク市警のシェイファー刑事（アラン・"ダッチ"・シェイファー少佐の弟）と彼の相棒のラッシュは事件を追う中でプレデターに狙われる。ニューヨークにプレデターの宇宙船が襲来。ニューヨークはギャング、警察、軍を巻き込んでプレデターとの戦場と化す。シェイファー刑事は後に中南米のバル・ベルデ事件を担当していたフィリップス少将に導かれ、バル・ベルデに行き、別の3体のプレデターとも闘う（プレデター、Predator、Predator: Concrete Jungle、コミック、小説）。

1990年
- シベリアヤマル半島の石油精製所付近にプレデターの宇宙船が墜落。シェイファー刑事はフィリップス少将からアメリカ軍の覆面部隊と共に現地調査を命令される。ロシアのリガチョフ中尉率いる部隊もプレデターのテクノロジー確保の為、現地に派遣される（プレデター: コールド・ウォー、Predator: Cold War、コミック小説）。
- 8月11日、シカゴのサウスサイドでエンリケ・セレッソとエスタバン・ロハス・エレーラによるギャング闘争が勃発、ギャング狩りのためプレデターが現れる。ギャングと戦っていた自警団及び傭兵のクロスがプレデターと出くわす（プレデター: レース・ウォー、Predator: Race War、コミック）。
- 1990年夏、ケンタッキー州レキシントン、馬の調教師をしていた元南ベトナムの役人が謎のCIA職員により暗殺される。彼は1968年ベトナム戦争の捕虜大虐殺事件の犯人とされていた人物であった（実際はプレデターによる虐殺）（プレデター: ブラッディ・サンズ・オブ・タイム、Predator: Bloody Sands of Time、コミック）。
- 10月1日、ピーター・ウェイランドがインドのムンバイで生まれる。母はオックスフォード大学で学んだ比較神話学の教授、父親は独学でエンジニアになった人物。[2]。

1991年
- ニューメキシコ州シボラ郡の砂漠地帯にあるコール陸軍基地にプレデターの宇宙船が出現。コール陸軍基地を襲撃し、ナバホ族のアメリカ陸軍軍人イノック・ナカイ伍長らを襲う。イノック伍長はかつて祖父が手に入れたプレデターの武器・スピアを手に、ナバホ族の聖地エルマルパイスでプレデターと対決（プレデター: ビッグ・ゲーム、Predator: Big Game、コミック、小説）。

1992年
- ニカラグアで独裁者を捕らえようとするDEA職員マーティ・ドゥウォーキン率いるアメリカ軍部隊がプレデターに襲われ、CIAエージェントのジョー・ボブ・カントレルのみ生き残る。その後、カントレルは裁判で何があったのか説明し、軍が事態を隠蔽しようとしていると話す。カントレルの事案を担当するCIAの弁護士グリッグス・アーヴィングは、暗殺された南ベトナムの役人の件と、第一次世界大戦中にジャン・ブラナードの部隊が手に入れたプレデターのフェイスマスクの話を持ち出す（プレデター: ブラッディ・サンズ・オブ・タイム、Predator: Bloody Sands of Time、コミック）。
- 8月、アリゾナ州の峡谷でプレデターが殺人。現場を目撃したため殺人の嫌疑をかけられたマーク・アンソニー・タワーズを狩りの獲物とするため、パロベルデ刑務所にプレデターが現れる。プレデターを追う自警団のクロスらタスクフォースが刑務所に潜入。またクロスは数年前、アンゴラで傭兵をしていた際にプレデターと遭遇していた（プレデター: レース・ウォー、Predator: Race War、コミック
- プレデターがゴッサムシティに現る。バットマンは一騎討ちでプレデターを破り、負けたプレデターは自らの刃による名誉の死を選ぶ。他のプレデターがバットマンに名誉の印として刃を差し出す（バットマンVSプレデター、Batman vs. Predator）。

1993年
- 4体のプレデターがゴールデンシティでエージェント・オフ・ローのローと対決、スチールハーバーでモーターヘッドと対決、アルカディアでXとゴーストと対決と4人のヒーローと戦う（ダークホーススペシャル 狩猟の英雄：プレデターを攻撃！、Hunting the Heroes Predators Attackのロー編、モーターヘッド編、X編、ゴースト編、コミック）。
- 1993年夏、ニュージャージー州パイン・バレンズの森林地帯に、裏切り者で逃亡中のプレデター、バッドブラッドの宇宙船が不時着。森でペイントボールによるサバイバルゲームをしていた人々を攻撃。CIAのタスクフォースがプレデターを捜索するが、バッドブラッドの後を追って来た別のプレデターとの戦いに巻き込まれる（プレデター: バッド・ブラッド、Predator: Bad Blood、コミック）。

1994年
- 4月ニューメキシコ州シボラ郡でプレデターを倒したナバホ族のイノック・ナカイは陸軍を除隊し、ガソリンスタンドで働く。プレデターと遭遇してスピアを手に入れた祖父の話をしていた時、ジョン・スミスを名乗るエージェントによって政府のためにプレデターを追跡する仕事を提供される（プレデター: ブラッド・オン・ウィッチ・メサ、Predator: Blood on Witch Mesaコミック、小説）。
- 昨年とは別のプレデターがバットマンを狩りの獲物とする為、ゴッサムシティに現る（バットマンVSプレデターII、Batman Vs Predator II、コミック）。

1996年8月10日-10月
- ペンタゴンの命令により、フィリップス少将がプレデターの追跡の為、バル・ベルデに2つのアメリカ軍部隊と6000台のドル・ロボットを派遣するが、1体のプレデターと彼と共に行動する原住民に襲われる。フィリップス少将は軍の医学研究所で、派遣部隊の1人ソームズから送られたプレデターの血液サンプルの検査を監督し、その血液サンプルが7年前シェイファー刑事がニューヨークで殺したと思われたプレデターと同一であることを知る。派遣された2つの部隊は女性ガイドのロペス以外全滅。プレデターを倒す為、フィリップス少将は再びシェイファー刑事をプレデターと戦わせることを計画。バル・ベルデ事件の最後で、生き残った兄ダッチをヘリコプターで運んだパイロットだったマーサーをシェイファー刑事の元に送る。ニューヨークで麻薬捜査をしていたシェイファー刑事は、マーサーから未知のウイルスに犯された兄ダッチがフィリップス少将によってジャングルに置き去りにされたという真実を知る。シェイファー刑事はマーサーを連れ、行方不明の兄ダッチを追ってバル・ベルデに向かう。バル・ベルデの大統領官邸で生き残りの女性ロペスと会い、大統領はプレデターが何世紀も襲ってきていると伝える。シェイファー刑事、マーサー、ロペスの3人は軍の輸送車で移動中にゲリラに襲われ、3人は軍の監視下から逃亡する。途中、プレデターとプレデターに協力する原住民に襲われ、マーサーが攫われる。マーサーを追うが、途中でロペスが原住民に捕まる。マーサーは原住民の村でプレデターによる儀式の実験台にされ死亡する。ジェイファー刑事はロペスを助け出して村から脱出し、プレデターは戦闘機のミサイルで爆死する。兄に関する真実を知ったシェイファー刑事はロペスと共にアメリカに戻り、フィリップス少将を問い詰める（プレデター: ダーク・リバー、Predator: Dark River、コミック）。

1997年
- アフリカのジャングルで夫をライオンに喰い殺された富豪の未亡人が、人食いライオンを殺す為にハンターのグループを雇うがプレデターに襲われる（プレデター: ノー・ビースト・フィアス、Predator: No Beast So Fierce、コミック）。
- フロリダ州ボニータ・スプリングスで3人の少年が家の裏庭でキャンプをし、夜に怖い話をする。そのうちの1人が、宇宙船が墜落して怪物を見たと話したことから、3人は森の中を調査。プレデターを発見し家まで逃げるが、プレデターも少年達の後を追う（プレデター: バンプ・イン・ザ・ナイト、Predator: Bump in the Night、コミック）
- チリ南部沖の海底で海底火山が爆発。海水温の異常上昇を引き起こし、海底火山による亀裂から怪生物が生まれる。その生物を狩る為、プレデターの宇宙船が付近の海に到着。海域の調査に乗り出したスペシャルオペレーションズのレイフ・クロマティ船長率いる6人のダイバーチームは海底でプレデターと遭遇する（プレデター: ヘル&ホット・ウォーター、Predator: Hell & Hot Water、コミック）。
- アラスカの荒野にグリズリー狩りのためにプレデターが出現。プレデターは熊の親子を獲物として付け狙う。小熊を守る為に母熊がプレデターと対決。大規模な森林火災も発生し、熊の生態に詳しい女性フォレスト・レンジャー、アンナ・バールが巻き込まれる（プレデター: プライマル、Predator: Primal、コミック）。
- 1997年夏、ロサンゼルスで麻薬ギャングと警官隊との銃撃戦の最中にプレデターが襲来。地下鉄などで次々と虐殺を引き起こす[3]。事件を追うロサンゼルス市警のマイク・ハリガン警部補がプレデターと対決。勝利したハリガン警部補にエルダー・プレデターが“Raphael Adolini 1715”と刻まれた1715年製のフリントロック式銃を渡す（プレデター2 (映画)）。

1998年5月
- 大富豪タイラー・スターンがネバダ砂漠のど真ん中に建てたプレデター用の観察施設で、片腕を失ったプレデターが捕獲される。しかし片腕のプレデターは逃亡し、セキュリティガードとして雇われていた陸軍特殊部隊のフォークナー伍長率いる攻撃隊が捕獲を試みる。最後はプレデターが施設もろとも自爆する（プレデター: キャプティブ、Predator: Captive、コミック）。

1999年
- イエローストーン国立公園で女性ナチュラリストのマヤ・ベルイストローム、元戦場カメラマンのジョージ・マクスウェル、無名の政府組織の職員らが、エルダー・プレデターの掟に従わず暴れる3体の極悪なプレデターを抹殺する為に送られたプレデターの戦士と遭遇。マヤはプレデター達の起源が地球にあると言う仮説を考える（プレデター: ホームワールド、Predator: Homeworld、コミック）。
- 考古学者のエレナが700年前に聖ジョージ（ゲオルギオス）が退治したプレデターの遺体をブルガリアのブロビロヴォ村の教会で発見し、エイリアンの卵も見つける（エイリアンVSプレデター: アニュアル、Aliens vs. Predator: Annual、Aliens vs. Predator: Old Secrets 、コミック）。

### 2000年代
2000年
- 6月スーパーマンらスターラボの遠征隊が中米のジャングルでアラン・"ダッチ"・シェイファー少佐がかつて戦ったプレデターの宇宙船を発見。スーパーマンは宇宙船内を調査中にエイリアンのウイルスに侵される（スーパーマンVSプレデター、Superman vs. Predator、コミック）。
- JLAはメタ・プレデターと衝突するが、最終的にプレデターより自殺を選ぶ（ジャスティス・リーグVSプレデター、Justice League of America Vs Predator、コミック）。

2004年
- 10月4日、人工衛星が南極に大規模な熱反応を発見（エイリアンVSプレデター (映画)）。
- 14歳のピーター・ウェイランドが「人工的に作られた幹細胞より形成された人工気管の方法論」についての特許を取得し、12番目の登録特許となる[2]。
- ウェイランド社のチャールズ・ビショップ・ウェイランド社長が自ら調査チームを率いて南極へ出発。地下でプレデターが「成人の儀式」を行うための遺跡（ピラミッド）とエイリアンを発見する。しかし、「成人の儀式」に訪れていた3体の若いプレデターとエイリアン達に襲われてチャールズ・ウェイランドを始めとする調査チームが次々と殺される。唯一の生存者である女性登山家レックスとスカー・プレデターは互いに共闘し、エイリアン・クイーンを倒して脱出するも、スカー・プレデターは死ぬ（エイリアンVSプレデター (映画)）。
- 死んだスカー・プレデターの体内に寄生していたチェスト・バスターが、プレデターの宇宙船内で胎動し、プレデターの性質を受け継いだ新種のエイリアン「プレデリアン」として成長、船内のプレデター達を殺戮する。宇宙船はコロラド州の田舎町ガニソン付近の森に墜落し、エイリアンが町を襲う（AVP2 エイリアンズVS.プレデター、映画）。

2007年
- イラクの小さな町をパトロールしていたアメリカ軍部隊がプレデターとエイリアンとの戦いに巻き込まれる。その後、ウェイランド・インダストリーズ社のヘリコプターが現れて事件を隠蔽し、証拠写真を没収する（エイリアンVSプレデター: サンド・トラップ、Alien vs. Predator: Sand Trap 、小説）。

2008年
- アラスカにグリズリー狩りのためプレデターが現れる。元海兵隊の狙撃兵だった動物管理官（パークレンジャー）のスローンは密輸業者との戦闘中に、プレデターと遭遇する（プレデター: ターンアバウト、Predator: Turnabout、小説）。
- 南シナ海のジャングルに覆われた島で動物狩りを楽しむ世界中から集まったハンター達がプレデターに襲われる（プレデター: サウス・チャイナ・シー、Predator: South China Sea、小説）。

2009年
- アフリカを中心に第三世界南北戦争が勃発。対立する2つのプレデター氏族が、殺戮が続く地球を狩猟場として選び、互いに争いながら、地球の軍隊を狩りの獲物として襲う（プレデター: プレイ・トゥ・ザ・ヘブンス、Predator: Prey to the Heavens、Predator (Series 2)、コミック）。

2010年
- アフガニスタンでテロリスト討伐任務にあたっていたアメリカ軍特殊部隊のドレイクら6人の兵士は突如閃光に包まれ、見知らぬジャングルの惑星に連れ去られる。見えない敵・プレデターの攻撃により兵士は次々と殺され、ドレイクのみが生き残る。ドレイクはノーランドという軍人と出会い、プレデターを罠で捕えようとするが逆に追い詰められ、ドレイクは殺される（プレデターズのコミック版、Welcome to the Jungle編）。
- アフリカの紛争地域で独裁者から傭兵として雇われるロイスだが、反政府のアジトを攻撃中にプレデターに狩りの獲物として拉致される（プレデターズのコミック版、A Predatory Life編）。

2014年
- ウェイランド社がソルスティスを開発する[4]。

2018年
- アメリカ軍特殊部隊のスナイパーであるクイン・マッケナが、突如飛来した宇宙船墜落に巻き込まれ、パイロットである獰猛な宇宙人プレデターと交戦。 この事件をきっかけに仲間を皆殺しにされるが生き残る(ザ・プレデター (映画))。

2019年？
- ロイス、エドウィン、クッチーロ、イサベル、ニコライ、ハンゾー、スタンズ、モンバサの8人は突如閃光に包まれ、見知らぬジャングルの惑星に放り出される。プレデターの狩りの獲物として拉致された8人はノーランドと出会い、彼の隠れ家で敵の正体や特徴を知り、地球に帰還するために宇宙船を奪うことを決意するが、次々と殺され、ロイスとイサベルのみ生き残る（プレデターズ (映画)）。
- 生き残ったロイスとイサベルだが、別行動を取る事にする。ロイスは2ヶ月間、1人でプレデターが送り込んだ凶暴な生き物達を殺し続け、後にイザベルと再び合流する。プレデターは腕が4本ある大柄なフォーアーマー・プレデターを送り込み、2人はそれと闘うことになる（プレデターズ：プリザーブ・ザ・ゲーム、Predators: Preserve the Game、コミック）。

2020年
- FTL（超光速航法超光速航法）トラベルが発見される（エイリアン: エルダー・ゴッズ、Aliens: Elder Gods、コミック）。

- ウェイランド社が高効率の核融合反応を発表する[4]。

2030年
- 100年の流刑を生延びたスカーフェイス・プレデターが、奪われた武器や道具を取り戻す為、ニューウェイシティことネオノポリスシティに再び現れる。プレデターの武器・道具の兵器利用を企む、ハンター・ボルジア（人間とプレデターの2つの血が入ったブルーノ・ボルジアの子供）が率いるギャング組織と戦う（プレデター: コンクリート・ジャングル (ゲーム)）。

2037年-2040年
- イギリスのバーミンガムで、繰り返し地球侵略に来るプレデターに対抗する為、スペアヘッドと呼ばれる組織が結成される。司令官はジョン・ダンサー、他に日本の侍・スボダイら元英雄や傭兵達がメンバー（プレデター: ゼノジェネシス、Predator: Xenogenesis、コミック）。

2084年
- ミラ・セティ4にオムニ・テック社が鉱山植民地を設立（エイリアン: エルダー・ゴッズ、Aliens: Elder Gods、コミック）。

2089年
- エリザベス・ショウ博士がスコットランドの古代遺跡で星図を発見。ウェイランド社のプロメテウス号が惑星LV-223に向けて出発する（プロメテウス）[5]。

2092年
- エレン・リプリー生まれる。

2093年
- プロメテウス号が惑星LV-223に到着（プロメテウス）。

2099年
- 鉱山植民地、ミラ・セティ4がエイリアンにより侵略され、532人が寄生される（エイリアン: エルダー・ゴッズ、Aliens: Elder Gods、コミック）。

### 2100年代
2101年
- アメリカの植民地海兵隊が結成（Aliens: Colonial Marines Technical Manual、植民地海兵隊の特集本）。

2102年もしくは2104年
- コヴェナント号が植民地となる惑星を探索中、エイリアンに襲われる(エイリアン：コヴェナント)。

2103年
- オムニ・テック社の救助船がミラ・セティ4に到着し、104人の遺体を発見。オムニ・テック社は新たに入植地を設立する（エイリアン: エルダー・ゴッズ、Aliens: Elder Gods、コミック）。
- エレン・リプリーが娘のアマンダ・リプリー・マクラレンを出産する。

2116年
- ノストロモ号が造られる（Aliens: Colonial Marines Technical Manual、植民地海兵隊の特集本）。
- オーストラリアの砂漠地帯で、ルシアン・ケイティ博士が16億年のエイリアンの痕跡を発見する（エイリアン: アポカリプス、Aliens: Apocalypse - The Destroying Angels、コミック）。

2117年
- 100年間事件など起きない植民惑星ミッドナイドをプレデターが襲撃（プレデター: フォーエバー・ミッドナイト、Predator: Forever Midnight、小説）。

2120年
- ウェイランド・ユタニ社の宇宙船マジノ号がプロディジー社が統治する街に墜落する。（エイリアン：アース (テレビシリーズ)）。

2122年もしくは2124年
- 宇宙貨物船ノストロモ号が惑星LV-426に到着。乗組員達は謎の宇宙船と、船内で化石化した宇宙人（スペース・ジョッキー）を発見する。乗組員のケインがエイリアンに寄生される。ノストロモ号内でケインの体内から出てきたエイリアンが乗組員を殺害、リプリーと愛猫のジョーンズのみが生き残る（エイリアン (映画)）。

2130年
- 地球の軌道から外れて遺棄された小型宇宙船で、湾岸警備隊がスペースデブリ撤去の調査に乗り出すが、エイリアンに襲われる（エイリアン: アース・ハイブ、Aliens: Earth Hive、コミック、小説）。

2137年
- リプリーの娘のアマンダがノストロモ号のフライトレコーダーを回収したという宇宙ステーション「セヴァストポリ」に向かい、エイリアンと遭遇する。（エイリアン アイソレーション、PS4、Xbox One用ゲーム）

2142年
- ノストロモ号脱出艇から宇宙に放遂されたエイリアンがウェイランド・ユタニ社により回収され、宇宙研究施設ロムルスとレムスにて増殖とDNA解析の研究が行われるが、エイリアンの暴走により研究員は全滅。数か月後、ジャクソン星近傍を漂流する施設に冷凍睡眠装置の入手を目的に6名の男女が侵入、エイリアンと死闘を繰り広げる（エイリアン:ロムルス）。

2147年4月1日
- 惑星エマーソンが、十数年かけて居住可能な惑星に改造される（エイリアン: アルケミー、Aliens: Alchemy、コミック）。

2159年
- ウェイランド・ユタニ社が惑星LV-426に開拓者を派遣し入植（エイリアン2 (映画)）[1]。

2160年
- スペースデブリとなった小型宇宙船がハワイ島に落下。それにより10万人が死ぬ。新法律により、湾岸警備隊が地球を周回するスペースデブリの撤去を始める（エイリアン: アース・ハイブ、Aliens: Earth Hive、コミック、小説）。

2177年
- アマンダ・リプリー・マクラレンが死亡する。

2179年
- ハイパースリープしながら宇宙を彷徨っていたリプリーが発見される。通信が途絶えた惑星LV-426に、調査のためウェイランド・ユタニ社がリプリーと植民地海兵隊を派遣。エイリアンの奇襲により開拓者および派遣された植民地海兵隊がほぼ全滅。リプリーと開拓者唯一の生存者の少女ニュート、植民地海兵隊のヒックス伍長、アンドロイドのビショップが生き残り、核爆発によるコロニーの壊滅と共に植民地海兵隊の宇宙船スラコ号で脱出（エイリアン2 (映画)）[1]。
- 8月12日、宇宙船スラコ号は植民地海兵隊司令部によりオニール・ステーションに係留される（Aliens: Colonial Marines Technical Manual、植民地海兵隊の特集本）。
- 植民地海兵隊が惑星LV-426の軌道に浮かぶ無人化した輸送戦艦USSセフォラに派遣され、植民地海兵隊が襲来するエイリアンと戦う（エイリアン: コロニアル・マリーンズ、ゲーム）。
- 通信が途絶えた地球人が住むコロニー・ワールド「リム」にデビッド・ウィルクス伍長ら12名の植民地海兵隊が派遣される。コロニー唯一の生き残りである少女ビリーを発見する。植民地海兵隊はエイリアンに襲われほぼ全滅。生き残ったウィルクス伍長とビリーは地球への帰還を目指してコロニーから脱出し、宇宙ステーションに到着（エイリアン: アース・ハイブ、Aliens: Earth Hive、コミック、小説）。

2188年
- 惑星エマーソンの入植者をペストが襲う（エイリアン: アルケミー、Aliens: Alchemy、コミック）。

2190年
- 人工血液とメモリを備えたアンドロイドが開発される（エイリアン: フィーメイル・ウォー、Aliens: The Female War、コミック、小説）。

2192年代-2210年代
- 人類／エイリアン間で戦争、地球の土地が回復。人々がコロニーから地球に戻り始める。

2192年
- 地球の日系企業チグサ商事が所有する植民惑星リュシに、プレデターが狩りをする為エイリアンを放ち、リュシの入植者は全滅。唯一生き残った日系人マチコ・ノグチはプレデターと行動する事になる（エイリアンVSプレデター (コミック)、小説）。
- 数年後、惑星リュシから謎の遭難信号をキャッチした植民地海兵隊のブリリアント号がリュシに到着。リュシに上陸した海兵隊員達は、無装備で意識を失って倒れていた片腕が無いプレデター（ライトステッパー・プレデター）と、遭難信号を出していた壊れたプレデターの宇宙船を発見する。海兵隊がプレデターを運びだそうとした時、宇宙船内からクイーン・エイリアンを始めとするエイリアンが海兵隊を奇襲。目覚めたライトステッパー・プレデターも攻撃し、プレデリアンも現れたこともあり、海兵隊はグラス船長を残して壊滅。最終的に和解したグラス船長とライトステッパー・プレデターはプレデリアンを倒す。ライトステッパー・プレデターは敬意の証としてグラス船長から植民地海兵隊のバンダナの旗を手に入れる（エイリアンVSプレデター: デュエル、Aliens Vs Predator: Duel、コミック）。

4月-2193年11月
- 4月5日、植民地海兵隊のUSSベネティクト号がエイリアンだらけの惑星からエイリアンの標本を得る為、地球を出航する。しかし、地球上にはすでにクイーン・エイリアンがおり、エイリアンを崇拝する者によってエイリアンが地球上に放たれ、エイリアンとの戦争となる。同年8月、マダガスカルでエイリアンの巣が破壊され、エイリアンの大群だらけになったジャカルタは核爆弾で壊滅。2193年2月、USSベネティクト号がエイリアンだらけの惑星に到着。ライバルの宇宙船K104も後に続く。だが地球はこの時点でほとんどエイリアンに荒らされており、オーストラリア大陸は完全に隔離される。11月、USSベネティクト号はエイリアンと遭遇、補給もせず、地球に帰還（エイリアン: アース・ハイブ、Aliens: Earth Hive 、コミック、小説）。

2194年5月11月
- エイリアンだらけの地球からウィルクス伍長、少女ビリー、USSベネティクト号の兵士だったアンドロイドのミッチェル・ブレーラーの3名が脱出し、宇宙へ。地球を取り戻すため、地球にある軍事施設で海兵隊のスピアーズ少将がエイリアンの兵器利用を企てるが失敗する（エイリアン: ナイトメア・アサイラム、Aliens: Nightmare Asylum、コミック、小説）。

2195年7月-2196年2月
- リプリーの宇宙船がスラコ号に到着し、リプリーは植民地海兵隊のハンケルソンによってハイパースリープから目覚める（ただしニュートはハイパースリープしたまま）。ハンケルソンはリプリーに惑星LV-426でノストロモ号の船員が見つけた宇宙船と化石化したスペース・ジョッキーの映像を見せ、自分を含む植民地海兵隊と共に再び惑星LV-426の調査をして欲しいと任務を与える。惑星LV-426ではスペース・ジョッキーの宇宙船を発見し、調査中にエイリアンに襲われながらも調査を終える。その際にハンケルソンは死亡。リプリーと生き残った海兵隊達はエイリアンから地球を取り戻すべく地球へ向かう。リプリーは地球付近に待機していたウィルクス伍長と大きく成長したビリーと出会う。リプリー、ウィルクス伍長、ビリー、植民地海兵隊達は荒廃した地球に降り立ち、無数の巨大なエイリアンの巣を目撃する。リプリーとビリーはエイリアンに攫われた少女エイミーを助け出し、生き残りの1人であるオロナ博士の協力で、大量の核爆弾がある地区にクイーン・エイリアンを誘い込み、エイリアンの大群を核爆発で一掃する。リプリー達は地球からの脱出に成功するがオロナ博士は爆破により死亡。エイリアンから地球を取り戻したリプリーはビリーに、地球が回復するまでコールドスリープに入る事を告げる。（エイリアン: フィーメイル・ウォー、Aliens: The Female War、コミック、小説）。

2195年
- エイリアンの巣を一掃する為、ウェイランド・ユタニ社のバーサーカー隊がディープ・スペース979（ネメシス）のW-Y施設に派遣されるが、壊滅的打撃を受ける（エイリアン: バーサーカー、Aliens: Berseker、小説）。
- ディープ・スペース979（ネメシス）のW-Y施設の生き残りで、ウェイランド・ユタニ社バーサーカー隊のキャスリン・ララ、マーティン・ジェス、ブライアン・エリスの3人はプレデターと行動を共にしていたマチコ・ノグチに助けられ、エイリアンの巣を一掃する為に行動する。エイリアンが出没する惑星ブンタにエイリアン狩りのためプレデターが訪れる。マチコはプレデターとの同盟を破棄し、3人と共にMAXバーサーカーアーマーに乗り込んで戦い、ディープ・スペース979から脱出する（エイリアンVSプレデター: ウォー、Aliens Vs Predator: War、コミック）。

2196年
- リバモア・エバンストンがハンティングのために築きあげた“ハンターの惑星”こと、植民惑星ブリオー（Blior）にエイリアン狩りのため7体のプレデターが襲来。マチコ・ノグチもブリオーに到着（ハンターズ・プラネット、Hunter's Planet、小説）。
- 9月、最後に生き残ったスペース・ジョッキーとの外交に失敗（Dark Horse Presents comic）。

地球を取り戻した後
- エイリアンに侵略されたアメリカ西海岸にある架空の海上独立都市「サン・ドラド」に宇宙海兵隊のサイボーグ兵士ダッチ・シェーファーとリン・クロサワの2人が2体のプレデターと遭遇。エイリアン狩りで共闘する（エイリアンVSプレデター (カプコン)）。

2197年
- 地球は徐々に取り戻され、再び人類が居住できる様になる。クリスチャン・ブローマーが麻薬の様な精神異常をきたす症状が出るエイリアンのローヤルゼリー（通称エイリアン・ゼリー）を発見。（エイリアン: ミュージック・オブ・ザ・スピーシーズ、Aliens: Music of the Spears、コミック、小説）。

2198年
- 地球はまだエイリアンによって汚染されている。エリートが避難して住む巨大スカイライナーの家に住むキャリン・ドラクロワ（元アッシュ・パーナル）はリュシアン・ドラクロワが所有する遺伝子組換企業によって人類、エイリアン、プレデターの3つのDNAをハイブリッドしたクローンである。エイリアンとプレデターに襲われる悪夢に悩まされていたキャリンは、プレデターに誘拐され、エイリアンが棲む島に拉致されるが、救出される。
- キャリンは "ビッグ・ママ "の愛称で呼ばれる雌のプレデターを救い、ビッグ・ママはキャリンの行方不明の子供を解放するのを助けた。
- またキャリンは "TOY "と呼ばれる邪悪なスーパーコンピュータが作成した仮想世界の1920年代のアメリカの犯罪都市、他の惑星、西部開拓時代に飛ばされたりもした。
- TOYによりエイリアンとプレデターと人間の特徴を合わせ持つホワイトハイブリッド・エイリアンが誕生する。（エイリアンVSプレデター: デッドリスト・オフ・ダ・スピーシーズ、Aliens Vs Predator: Deadliest of the Species、コミック）。

### 2200年代
2207年
- 軍の実験宇宙船においてポール・チャーチ博士がエイリアンとのテレパシー交信が可能であることを発見。エイリアンを捕まえて実験を行うが狂暴化。海洋隊のアンソニー・クレスピ大佐のみ生き残る（エイリアン: ラビリンス、Aliens: Labyrinth、コミック、小説）。

2211年
- ウェイランド・ユタニ社の植民惑星コラリをプレデターが襲撃。植民地海兵隊が戦い、ヴァシリ・ルイコフ伍長のみ生き残る（エイリアンVSプレデター2のゲーム版）。

2212年
- 女性宣教師アン・マッカイが乗る宇宙船が孤立した植民惑星に墜落。アンは入植地の村人達を脅かすエイリアン撃退に協力する（エイリアン: サクリファイス、Aliens: Sacrifice、コミック）。

2216年
- クレスピ大佐がチャーチ博士を調査（Aliens: Labyrinth、コミック、小説）。

2224年
- エリートと黒幕が住む上部ビル群とエイリアン・ゼリーの中毒者とホームレスだらけの下部ストリートに分かれたニューヨークで、クラシック音楽のアマチュア作曲家デイモン・エディントン

- 研究の為、アルノー・アイゼンバーグ博士らが惑星LV-1201に到着し、ウェイランド・ユタニ社がステーションを施設して入植。しかし、エイリアンに襲われ、アイゼンバーグ博士のみ生き残る。（エイリアンVSプレデター2のゲーム版）。

2227年
- ストライクフォースチームは植民惑星サラザールVIIをエイリアンから取り戻す（エイリアン: ゼノジェネシス、Aliens: Xenogenesis、コミック）。

- 企業の最高経営責任者（CEO）フォード女史の命令でチャーリー・サカダと言う若い女性がボーイフレンドのエリオット・オタクと友人のヒラリーの3人でライバル企業の貨物宇宙船から研究中の物品（エイリアンの卵）を騙し取ろうとし、チャーリーだけ逮捕される。その後、刑務所惑星で服役していたチャーリーはエリオットによって釈放されるが、それは彼の義母フォードの命令であり、再びチャーリーと一緒にエイリアンの卵を盗むことが条件であった。チャーリーとエリオットはライバル企業の研究所に忍び込むが、狩りのためにプレデターが研究所内のエイリアンを開放し、2人は巻き込まれることになる（エイリアンVSプレデター: ゼノジェネシス、Aliens Vs Predator: Xenogenesis、コミック）。

2229年
- ウェイランド・ユタニ社が惑星BG-386を発見し入植（エイリアンVSプレデター (ゲーム)）。

2230年
- 傭兵部隊アイアン・ベアーズのドゥーニャ少佐達が、エイリアンに寄生された状態で冬眠していた古代のプレデターを呼びさまし、プレデターに狙われ、更にPOD 5でエイリアンに攻撃される（エイリアンVSプレデター: プライマル・ハント、Aliens vs Predator 2: Primal）。

2231年
- 植民地海兵隊の宇宙船USS ヴァーロック（Verloc）が惑星LV-1201に到着し、アンドリュー・ハリソンらが、クイーン・エイリアンに捕まったアイゼンバーグ博士救出作戦を開始。ルイコフ伍長はプレデターに殺される。最後のステーションがハリソンによって破壊される。（エイリアンVSプレデター2のゲーム版）。

2232年
- 宇宙船ヘラクレス号の乗組員達がエイリアンとプレデターとの戦いに遭遇（エイリアンVSプレデター： ザ・ウェブ、Aliens vs. Predator: The Web）。

2270年
- ハイパースリープしたまま宇宙を漂着していたリプリーが乗る宇宙船スラコ号がウェイランド・ユタニ社が管理する流刑惑星フィオリーナ161に墜落。墜落時にニュートとヒックス伍長は死亡し、アンドロイドのビショップはほぼ機能を停止。宇宙船に潜んでいたフェイスハガーによってエイリアンが誕生し、囚人はほぼ全滅。ウェイランド・ユタニ社が現地にビショップと同タイプのアンドロイドを派遣してクイーン・エイリアンにより体内に幼虫を寄生されていたリプリーを捕らえようとするも失敗し、リプリーはエイリアンとの関係を断ち切る為、自分で溶鉱炉に飛び込んで死亡する（エイリアン3 (映画)）。

### 2300年代
2329年
- ウェイランド・ユタニ社が所有する植民地海兵隊の訓練船USSゴルゴタが未知の宇宙船からの信号を受信し調査、ランス・J・ルイスら植民地海兵隊達がプレデターとエイリアンに襲われる（エイリアンVSプレデター、Atari Jaguarのゲーム版）。

### 2400年代
2470年
- エイリアンの兵器利用を企む軍の実験宇宙船オーリガで、流刑惑星フィオリーナで採取されたエイリアンのDNAから死んだリプリーがクローン復活。エイリアンが船内で暴れ回り、乗組員達の殆どが犠牲になる。再生リプリーと辛うじて生き残った宇宙貨物船ベティの乗組員達はエイリアンに占拠された船内から脱出するために地球へと向かう。最終的に再生リプリーと、ベティの技術作業員でアンドロイドのコール、警備員のジョナー、機関長のブリースの4名が生還する（エイリアン4 (映画)）。

2493年
- 植民惑星VEGA-4のニュー・シャンハイ市で、地下鉄工事の際にエイリアンの卵が発見され、孵化したエイリアンに襲われた人類が救援信号を発信。信号を受け取ったプレデターがエイリアン狩りのため到来し、植民惑星VEGA-4のエイリアンを退治（エイリアンVSプレデター（ゲームのスーパーファミコン版）。

### 2500年代
2593年
- 地球から遠く離れた植民惑星サン・ナルシVにプレデターが侵略し、狩りの為エイリアンの卵をコロニーに投下。コロニーの人間は全滅（エイリアンVSプレデターのゲームボーイ版）。

41世紀
- プレデター、トロフィーとしてXOマノウォーヘルメットを求めてノースアームに襲来。その後ノーザムにも襲来し、ロボット狩りをしている一団を虐殺している処をマグナスと対決（プレデターVSマグナス・ロボットファイター、Predator versus Magnus Robot Fighter、コミック）。

### 年表不詳の21世紀後半-24世紀中の物語
- プレデターがメガシティ・ワンに現れジャッジ・ドレッドとジャッジ・シェイファー（プレデター: コンクリート・ジャングルのNY市警シェイファー刑事＝アラン・"ダッチ"・シェイファー少佐の弟）の子孫）と戦う（プレデターVSジャッジ・ドレッド、Predator vs. Judge Dredd、コミック）。
- 植民地海兵隊がクイーン・エイリアンを捕獲。クイーン・エイリアンを狩る為、宇宙船内に2体のプレデターが侵入。海兵隊はエイリアンの大群とプレデターの攻撃により全滅し、2体のプレデターはクイーン・エイリアンを捕らえる。人間側は海兵隊では無いシェル、ノーリー、女性のイーヴィの3人だけ生き残る（エイリアンVSプレデター: ブーティ、Aliens Vs Predator: Booty、コミック）。
- 闇市場でエイリアンの卵を密売しようとしていた宇宙ステーション・アウトポストが卵から孵化したエイリアンの大群により全滅。ブレアと言う女性だけが生き残る。ブレアはプレデターにも狙われるが、エイリアンを退治してステーションから脱出する為、プレデターと一旦和解し行動を共にする（エイリアンVSプレデター: レフティーズ・リベンジ、Aliens Vs Predator: Lefty's Revenge、コミック）。
- 銀河辺境にある忘れられた地熱処理ステーションがある惑星カローン-13をエイリアンの大群が襲い、駐屯員は殺され、マーシャル船長、ジャスミン、ケナーの3人だけが生き残る。3人の生存者は繭に包まれていたプレデターを発見。目覚めたプレデターは自らの手で繭を切り開いて復活（エイリアンVSプレデター: アニュアル・ヘルベント、Aliens vs Predator Annual 1 Hell-Bent、コミック）。
- 植民惑星LV-426での実験により人間とエイリアンのDNAから突然変異で生まれた女性がゲリラ組織エロイーズのリーダーとなり、入植地の当局に対して反乱を起こす。エイリアンの血も引く彼女をプレデターは狩りの獲物として狙う。（エイリアンVSプレデター： アニュアル・パースート、Aliens vs. Predator: Pursuit、コミック）。
- プレデターの一族間で地球も含む銀河支配を巡って何世紀もの対立。ハンター一族に敵対する一族はエイリアンを兵器利用するため飼育。さらに飼育したエイリアンを連れて地球を侵略し、植民地海兵隊との戦争に突入。植民地海兵隊はかつてハンター一族のプレデターと行動を共にしていたマチコ・ノグチを仲介にハンター一族と同盟しようとするが、交渉が中々うまくいかずマチコは苦労する。（エイリアンVSプレデター: スリー・ワールド・ウォー、Aliens Vs Predator: Three World War、コミック）
- エルダー・プレデターの長老が最後の狩りの相手として、彼らの最も古い敵であるエイリアンを選ぶ（エイリアンVSプレデター: チェインド・トゥ・ライフ・アンド・デス、Aliens vs. Predator: Chained to Life and Death、コミック）。
- 地球を殆ど破壊した人間は、開発可能な天然資源を求めて外惑星に移住。豊かになったCiejek一族は大きな権力を得るが腐敗し、惑星には汚染と略奪がはびこった。そんな現状が嫌になった一族の1人は荒廃した地球に逃走するが、家長が死に、残った一族との間で激しい権力争いが起きる。一族の中のある者は得点を稼ごうと3体のプレデターから援助を得るが、プレデター達は協定を無視して一族を狩りの獲物として襲う（プレデター: フレッシュ・アンド・ブラッド、Predator: Flesh And Blood、小説）。
- 1人で惑星規模の害虫駆除サービスをしている「プロのバグ（害虫）・ハンター」こと傭兵ヘルク・モンドが、銀河各地でエイリアン退治を展開。エイリアンに襲われ身動きが取れない娘のケイラと彼女の女友達スージーを救って欲しいとギメノ産業の社長に頼まれたモンドはエイリアン退治に向かう（エイリアン: モンド・ヒート、Aliens: Mondo Heat、コミック）。